# Ancistrorhynchus schumannii
Ancistrorhynchus schumannii là một loài thực vật có hoa trong họ Lan. Loài này được (Kraenzl.) Summerh. mô tả khoa học đầu tiên năm 1948.